# FIBA EuroChallenge 2008-09
El FIBA EuroChallenge 2008-09 fue la sexta edición de la FIBA EuroChallenge, el tercer nivel de competiciones europeas de baloncesto, la primera con esta denominación, tras haber sido conocida anteriormente como FIBA Europe League y FIBA EuroCup. El campeón fue el Virtus Bologna italiano. La final four se disputó en el Futureshow Station de Bolonia, Italia.

## Equipos
| País (Liga)                   | N.º Equipos | Equipos                | Equipos                 | Equipos           | Equipos        |
| ----------------------------- | ----------- | ---------------------- | ----------------------- | ----------------- | -------------- |
| Rusia (Superleague A)         | 4           | Ural Great             | Triumph Lyubertsy       | Lokomotiv Rostov  | CSK VVS Samara |
| Bélgica (Ligue Ethias)        | 3           | Base Oostende          | Dexia Mons-Hainaut      | Liege Basket      |                |
| Alemania (BBL)                | 3           | Telekom Baskets Bonn   | Deutsche Bank Skyliners | EWE Baskets       |                |
| Ucrania (SuperLeague)         | 3           | BC Kiev                | Khimik                  | Sumykhimprom Sumy |                |
| Chipre (Division 1)           | 2           | Keravnos               | Proteas EKA AEL         |                   |                |
| Estonia (KML)                 | 2           | BC Kalev/Cramo         | Tartu Ülikool/Rock      |                   |                |
| Francia (LNB)                 | 2           | Cholet Basket          | Hyères-Toulon           |                   |                |
| Países Bajos (FEB Eredivisie) | 2           | EiffelTowers Den Bosch | ABC Amsterdam           |                   |                |
| Grecia (ΕΣΑΚΕ)                | 1           | Olympia Larissa        |                         |                   |                |
| Israel (Ligat ha'Al)          | 1           | Hapoel Jerusalem       |                         |                   |                |
| Italia (Lega)                 | 1           | Virtus Bologna         |                         |                   |                |
| Letonia (LBL)                 | 1           | BK Ventspils           |                         |                   |                |
| Lituania (LKL)                | 1           | BC Siauliai            |                         |                   |                |
| Austria (OBL)                 | 1           | Allianz Swans Gmunden  |                         |                   |                |
| Polonia (PLK)                 | 1           | Czarni Słupsk          |                         |                   |                |
| España (ACB)                  | 1           | Cajasol                |                         |                   |                |
| Turquía (TBL)                 | 1           | Galatasaray Café Crown |                         |                   |                |
| Suiza (LNBA)                  | 1           | Benetton Fribourg      |                         |                   |                |

## Rondas de clasificación

### Primera ronda
| # | Equipo 1              | Resultado | Equipo 2               | Partido 1 | Partido 2 |
| - | --------------------- | --------- | ---------------------- | --------- | --------- |
| B | BK Prostějov          | 134-148   | KK Zagreb              | 61-69     | 73-79     |
| C | KK AMAK SP            | 148-145   | Zlatorog Laško         | 70-76     | 78-69     |
| D | CSU Asesoft           | 147-145   | Spartak                | 79-76     | 68-69     |
| E | U Mobitelco Cluj      | 132-163   | EWE Baskets            | 60-86     | 72-77     |
| F | Svendborg Rabbits     | 168-180   | HKK Široki             | 92-100    | 76-80     |
| H | MBC Mykolaiv          | 138-151   | DB Skyliners           | 68-75     | 70-76     |
| I | Energy Invest Rustavi | 160-200   | Sumykhimprom           | 81-110    | 79-90     |
| J | Spartak Pleven        | 153-176   | Antalya BB BK          | 83-87     | 70-89     |
| K | APOEL                 | 113-135   | JA Vichy               | 52-66     | 61-69     |
| L | CSU Sibiu             | 144-186   | Banvit Bandırma        | 67-74     | 77-112    |
| M | Cedevita Zagreb       | 150-157   | Hyères-Toulon          | 92-82     | 58-75     |
| N | Körmend               | 171-201   | EiffelTowers Den Bosch | 71-88     | 100-113   |
| O | BC Donetsk            | 120-134   | AEL                    | 65-65     | 55-79     |
| P | Bakken Bears          | 119-164   | Liege Basket           | 55-67     | 64-97     |

### Segunda ronda
| # | Equipo 1               | Resultado | Equipo 2      | Partido 1 | Partido 2 |
| - | ---------------------- | --------- | ------------- | --------- | --------- |
|   | EiffelTowers Den Bosch | 166-130   | KK AMAK SP    | 94-66     | 72-64     |
|   | HKK Široki             | 155-164   | Sumykhimprom  | 73-73     | 82-91     |
|   | CSK VSS                | 149-136   | KK Zagreb     | 80-60     | 69-76     |
|   | DB Skyliners           | 127-125   | Antalya BB BK | 60-60     | 67-65     |
|   | Hyères-Toulon          | 170-154   | CSU Asesoft   | 103-77    | 67-77     |
|   | EWE Baskets            | 150-120   | KK Borac      | 76-46     | 74-74     |
|   | Liege Basket           | 154-137   | JA Vichy      | 74-67     | 80-70     |
|   | Banvit Bandırma        | 165-189   | AEL           | 93-100    | 72-89     |

## Fase de grupos
|    | Equipo         | PJ | G | P | PF  | PC  | Dif |
| -- | -------------- | -- | - | - | --- | --- | --- |
| 1. | Belgacom Liege | 6  | 6 | 0 | 492 | 433 | +59 |
| 2. | Cajasol        | 6  | 3 | 3 | 480 | 405 | +75 |
| 3. | BK Ventspils   | 6  | 2 | 4 | 436 | 509 | -73 |
| 4. | Energa Czarni  | 6  | 1 | 5 | 462 | 523 | -61 |

|    | Equipo               | PJ | G | P | PF  | PC  | Dif |
| -- | -------------------- | -- | - | - | --- | --- | --- |
| 1. | Ural Great           | 6  | 5 | 1 | 498 | 433 | +65 |
| 2. | Telekom Baskets Bonn | 6  | 3 | 3 | 417 | 413 | +4  |
| 3. | SAOS Hyères          | 6  | 3 | 3 | 478 | 485 | -7  |
| 4. | Keravnos             | 6  | 1 | 5 | 434 | 496 | -62 |

|    | Equipo           | PJ | G | P | PF  | PC  | Dif |
| -- | ---------------- | -- | - | - | --- | --- | --- |
| 1. | Cholet Basket    | 6  | 6 | 0 | 485 | 410 | +75 |
| 2. | Lokomotiv Rostov | 6  | 4 | 2 | 460 | 424 | +36 |
| 3. | BC Sumykhimprom  | 6  | 1 | 5 | 471 | 513 | -42 |
| 4. | Benetton Olympic | 6  | 1 | 5 | 384 | 453 | -69 |

|    | Equipo          | PJ | G | P | PF  | PC  | Dif |
| -- | --------------- | -- | - | - | --- | --- | --- |
| 1. | Proteas EKA AEL | 6  | 4 | 2 | 519 | 456 | +63 |
| 2. | EiffelTowers    | 6  | 4 | 2 | 501 | 480 | +21 |
| 3. | BC Siauliai     | 6  | 4 | 2 | 484 | 497 | -13 |
| 4. | Allianz Swans   | 6  | 0 | 6 | 428 | 499 | -71 |

|    | Equipo                | PJ | G | P | PF  | PC  | Dif |
| -- | --------------------- | -- | - | - | --- | --- | --- |
| 1. | EWE Baskets Oldenburg | 6  | 4 | 2 | 469 | 451 | +18 |
| 2. | EclipseJet MyGuide    | 6  | 3 | 3 | 435 | 447 | -12 |
| 3. | Hapoel Jerusalem      | 6  | 3 | 3 | 397 | 377 | +20 |
| 4. | Olympia Larissa       | 6  | 2 | 4 | 357 | 383 | -26 |

|    | Equipo                  | PJ | G | P | PF  | PC  | Dif |
| -- | ----------------------- | -- | - | - | --- | --- | --- |
| 1. | Dexia                   | 6  | 4 | 2 | 514 | 451 | +63 |
| 2. | Galatasaray CC İstanbul | 6  | 4 | 2 | 483 | 447 | +36 |
| 3. | KK Zagreb               | 6  | 2 | 4 | 443 | 492 | -49 |
| 4. | Khimik                  | 6  | 2 | 4 | 449 | 499 | -50 |

|    | Equipo         | PJ | G | P | PF  | PC  | Dif |
| -- | -------------- | -- | - | - | --- | --- | --- |
| 1. | Virtus Bologna | 6  | 5 | 1 | 472 | 444 | +28 |
| 2. | CSK-VVS        | 6  | 3 | 3 | 440 | 439 | +1  |
| 3. | Base Oostende  | 6  | 2 | 4 | 490 | 487 | +3  |
| 4. | Tartu Rock     | 6  | 2 | 4 | 451 | 483 | -32 |

|    | Equipo            | PJ | G | P | PF  | PC  | Dif |
| -- | ----------------- | -- | - | - | --- | --- | --- |
| 1. | BC Triumph        | 6  | 4 | 2 | 441 | 405 | +36 |
| 2. | BC Kiev           | 6  | 4 | 2 | 440 | 393 | +47 |
| 3. | D. Bank Skyliners | 6  | 2 | 4 | 375 | 425 | -50 |
| 4. | BC Kalev/Cramo    | 6  | 2 | 4 | 431 | 464 | -33 |

## Top16
|    | Equipo               | PJ | G | P | PF  | PC  | Dif |
| -- | -------------------- | -- | - | - | --- | --- | --- |
| 1. | Cholet Basket        | 6  | 5 | 1 | 450 | 408 | +42 |
| 4. | Telekom Baskets Bonn | 6  | 3 | 3 | 415 | 425 | –10 |
| 3. | Belgacom Liege       | 6  | 2 | 4 | 410 | 432 | –22 |
| 4. | EiffelTowers         | 6  | 2 | 4 | 433 | 443 | –10 |

|    | Equipo                  | PJ | G | P | PF  | PC  | Dif |
| -- | ----------------------- | -- | - | - | --- | --- | --- |
| 1. | Virtus Bologna          | 6  | 4 | 2 | 479 | 444 | +35 |
| 2. | BC Kiev                 | 6  | 4 | 2 | 446 | 399 | +47 |
| 3. | EWE Baskets             | 6  | 3 | 3 | 456 | 470 | –14 |
| 4. | Galatasaray CC İstanbul | 6  | 1 | 5 | 478 | 546 | –68 |

|    | Equipo           | PJ | G | P | PF  | PC  | Dif |
| -- | ---------------- | -- | - | - | --- | --- | --- |
| 1. | Proteas EKA AEL  | 6  | 5 | 1 | 472 | 421 | +51 |
| 2. | Ural Great       | 6  | 3 | 3 | 453 | 453 | 0   |
| 3. | Cajasol          | 6  | 2 | 4 | 417 | 418 | –1  |
| 4. | Lokomotiv Rostov | 6  | 2 | 4 | 399 | 449 | –50 |

|    | Equipo             | PJ | G | P | PF  | PC  | Dif |
| -- | ------------------ | -- | - | - | --- | --- | --- |
| 1. | BC Triumph         | 6  | 5 | 1 | 472 | 431 | +41 |
| 2. | EclipseJet MyGuide | 6  | 4 | 2 | 481 | 461 | +20 |
| 3. | Dexia              | 6  | 3 | 3 | 495 | 482 | +13 |
| 4. | CSK-VVS            | 6  | 0 | 6 | 429 | 503 | –74 |

### Cuartos de final
| Equipo 1        | Resultado | Equipo 2             | Partido 1 | Partido 2 | Partido 3 |
| --------------- | --------- | -------------------- | --------- | --------- | --------- |
| Cholet Basket   | 2-1       | BC Kiev              | 68-52     | 72-77     | 80-74     |
| Virtus Bologna  | 2-0       | Telekom Baskets Bonn | 86-76     | 106-91    |           |
| Proteas EKA AEL | 2-0       | EclipseJet MyGuide   | 82-72     | 83-72     |           |
| BC Triumph      | 2-1       | Ural Great           | 100-102   | 91-65     | 78-63     |

## Final four
La Final Four tuvo lugar en el Futurshow Station de Bolonia.
|  | Semifinales           | Semifinales           |                |               | Final                 | Final                 |  |
|  | 24 de abril - Bolonia | 24 de abril - Bolonia |                |               | 26 de abril - Bolonia | 26 de abril - Bolonia |  |
|  |                       |                       |                |               |                       |                       |  |
|  |                       |                       |                |               |                       |                       |  |
|  | Cholet Basket         | 81                    |                |               |                       |                       |  |
|  | Cholet Basket         | 81                    |                |               |                       |                       |  |
|  | BC Triumph            | 78                    |                |               |                       |                       |  |
|  | BC Triumph            | 78                    |                | Cholet Basket | 75                    |                       |  |
|  |                       |                       |                | Cholet Basket | 75                    |                       |  |
|  |                       |                       | Virtus Bologna | 77            |                       |                       |  |
|  | Virtus Bologna        | 83                    | Virtus Bologna | 77            |                       |                       |  |
|  | Virtus Bologna        | 83                    |                |               |                       |                       |  |
|  | Proteas EKA AEL       | 69                    |                |               | Tercer lugar          | Tercer lugar          |  |
|  | Proteas EKA AEL       | 69                    |                |               | Tercer lugar          | Tercer lugar          |  |
|  |                       |                       |                |               |                       |                       |  |
|  |                       |                       |                |               | BC Triumph            | 94                    |  |
|  |                       |                       |                |               | BC Triumph            | 94                    |  |
|  |                       |                       |                |               | Proteas EKA AEL       | 82                    |  |
|  |                       |                       |                |               | Proteas EKA AEL       | 82                    |  |
|  |                       |                       |                |               |                       |                       |  |

## Enlac es externos
- FIBA Europe
- en Eurobasket.com

- Datos: Q1662180